# Бой при Почхонбо
Бой при Почхонбо (кор. 보천보 습격) — вооружённое столкновение на границе Маньчжурии и Кореи, произошедшее 4 июня 1937 года в уезде Почхонбо между корейскими партизанами и японскими войсками.

## Предыстория
С 1910 года Корея была колонией Японии. С середины 1930-х годов Япония проводила политику ассимиляции корейского народа — «Найсэн иттай». В рамках этой политики японские власти предприняли ряд мер, таких как учреждение полицейских участков в населённых пунктах Кореи, создание различных культурных учреждений, направленных на прививание японской культуры корейцам, что встретило  сопротивление части корейского народа.
После создания в 1932 году марионеточного государства Маньчжоу-го в Маньчжурии была создана Северо-Восточная антияпонская объединённая армия под руководством Компартии Китая. Одним из ее командиров был кореец Ким Ир Сен, отряд которого совершил набег на пограничный пост в уезде Футэнхо (современное название - Почхонбо).

## Ход боя

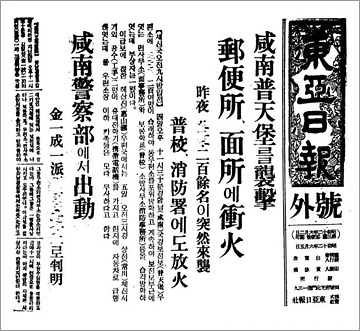
Сообщение о бое в «Тона ильбо»

3 июня 1937 года партизанский отряд Ким Ир Сена переправился через пограничную реку Ялуцзян и стал лагерем у подножия горы Конджан. 4 июня 1937 года в 22:00 командир отряда Ким Ир Сен сигнальным выстрелом объявил о начале штурма города. Отряд партизан численностью около 200 человек ворвался в Почхонбо. Бойцами отряда был захвачен полицейский участок, убиты полицейские и освобождены заключённые. Также были взяты под контроль администрация, управление лесным заповедником, почта, пожарное депо, сельскохозяйственная база и другие объекты, подконтрольные японским силам. Позже здания были подожжены. Были конфискованы и розданы населению товары и продукты в магазинах и ресторанах японцев.
После боя Ким Ир Сен выступил с речью, в которой отметил, что корейский народ «выступает единым целым в священной антияпонской войне».  Битва описана в автобиографии Ким Ир Сена «В водовороте века». В ней Ким также описывает свои партизанские отряды, действующие спонтанно и руководствуясь эмоциями, а не разумом и стратегическими соображениями.
Однако эта официальная версия битвы не соответствует некоторым современным записям, таким как японские газеты, которые предполагают, что повстанцев на самом деле возглавлял Чхве Хён.  Но отсутствие Ким Ир Сена в японских отчетах не обязательно опровергает его присутствие в битве, а упоминание Чхве Хёна не обязательно означает, что он был высшим командующим в битве, поскольку это означает лишь то, что Чхве Хён был единственным командиром на поле боя с корейской стороны, которого японцам удалось идентифицировать.

## Результаты
Боестолкновение в Почхонбо было одним из наиболее значимых эпизодов партизанской борьбы в Маньчжурии. До этого партизанам никогда не удавалось проникнуть через японско-маньчжурскую границу, хорошо охранявшуюся японской армией. Рейд на Почхонбо стал первым конфликтом отряда Ким Ир Сена, широко освещаемым в СМИ, как в японских, так и зарубежных.
Бой принес Киму известность как среди его товарищей, так и среди японцев. В результате его влияние росло, хотя японская армия также начала охоту на него и почти уничтожила его отряд. В конце концов в 1940 году он был вынужден бежать в Советский Союз.
По словам исследователя и правозащитника Кен Като:
Легитимность Ким Ир Сена возникла благодаря пропаганде того, что он воевал против Японии, символом которой является битва при Почхонбо... Школы в Северной Корее учат детей, что эта битва была славной победой над Японией, возглавляемой Ким Ир Сеном.

## Память
- Северокорейский поэт Чо Гичхон написал поэму «Пэктусан», повествующую о рейде на Почхонбо.
- В уезде Самджиён установлен Монумент в честь победы в бою в Почхонбо.
- В честь данной битвы был назван самый знаменитый северокорейский музыкальный ансамбль «Почхонбо».